# Robert Piller
Robert Piller (* 2. Juli 1950) ist ein ehemaliger deutscher Fußballspieler.

## Karriere
In der Jugend spielte der Mittelfeldspieler für den FV Sportfreunde Neuhausen. 1975 wechselte Robert Piller vom 1. Göppinger SV zum SSV Reutlingen 05, der zuvor in die 2. Bundesliga Süd aufgestiegen war. In der Zweitligasaison 1975/76 erzielte Piller bei 25 Saisoneinsätzen einen Treffer und stieg am Saisonende mit dem SSV ab. Er wurde mit Reutlingen in der Saison 1976/77 in der 1. Amateurliga Schwarzwald-Bodensee Meister und Württembergischer Amateurmeister. Im Anschluss an die erneute Meisterschaft in der Schwarzwald-Bodensee-Liga 1977/78 hatte Robert Piller mit dem SSV wie im Vorjahr keinen Erfolg in der Aufstiegsrunde. Nach dieser Saison kehrte er zum 1. Göppinger SV zurück. In der Spielzeit 1978/79 belegte Piller mit 19 Torerfolgen für die Göppinger den dritten Platz in der Torschützenliste der Oberliga Baden-Württemberg. Darauf wechselte er 1979 zum SC Freiburg. Am Ende der Zweitligasaison 1980/81 qualifizierte er sich mit den Freiburgern für die neue eingleisige 2. Bundesliga. Bis zum Ende der Saison 1982/83 erzielte Robert Piller in insgesamt 138 Zweitligaspielen für den SC Freiburg 16 Tore.
Von 1996 bis 1998 war Piller Cheftrainer der ersten Mannschaft seines Ausbildungsvereins FV Sportfreunde Neuhausen. Später begann er beim SC Freiburg eine Tätigkeit als Scout.